# Kuppelgewächshaus

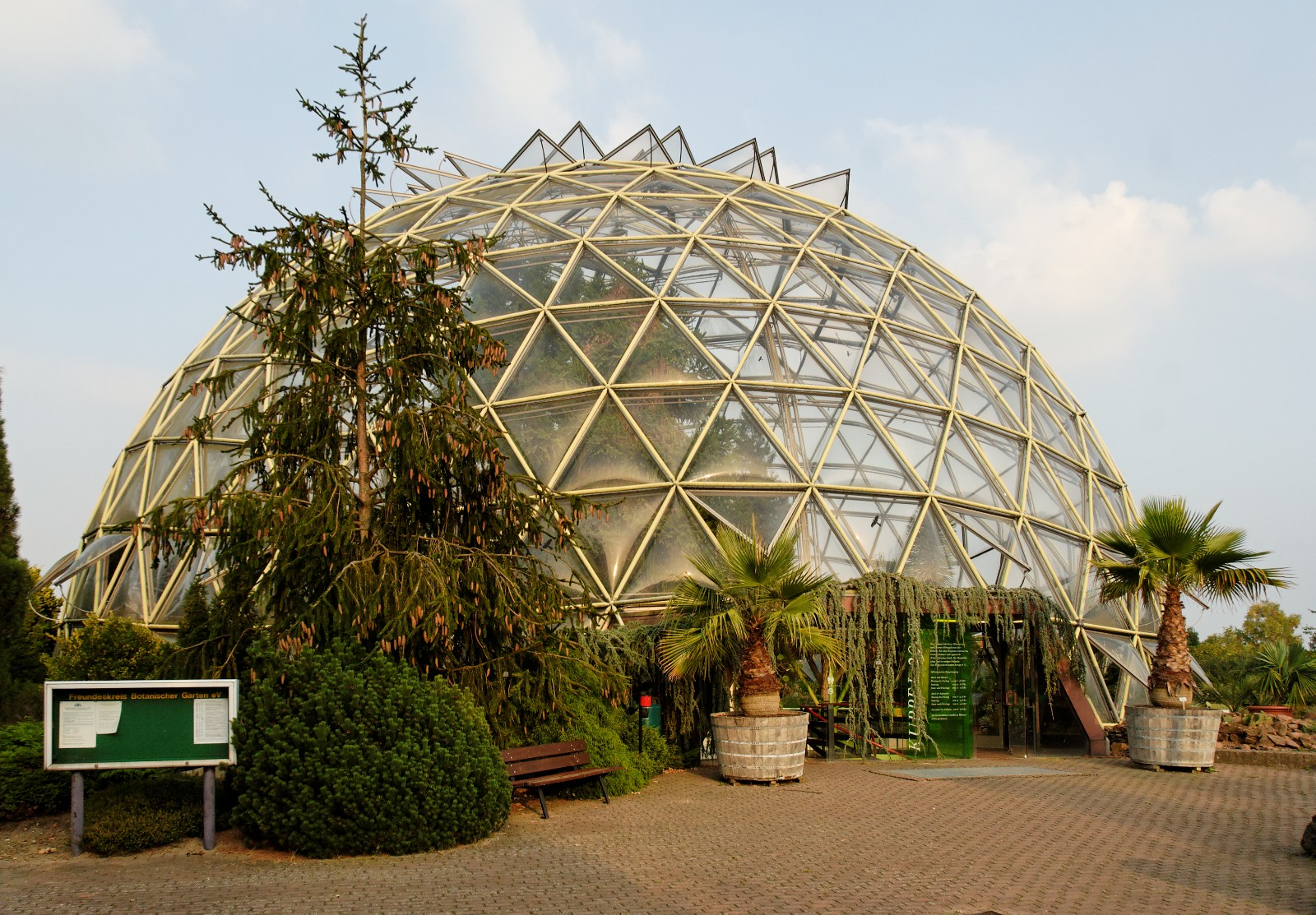
Kuppelgewächshaus

Ein Kuppelgewächshaus ist ein Gewächshaus, dessen Stützen und Verstrebungen meist wie die Kanten eines Polyeders verlaufen. Diese werden beim Bau so angeordnet, dass eine Kuppel entsteht.

## Eigenschaften
Die Polyeder-Konstruktion geht auf die geodätische Kuppel von Richard Buckminster Fuller zurück, der als Erster große Räume durch Stahlrohrfachwerk mit Knotenpunkten ohne innere Stützen errichtete.
Kuppelgewächshäuser verfügen wie alle geodätischen Kuppeln
- über eine höhere Windstabilität (als beispielsweise Folientunnel), da sie vom Wind umspült werden,
- allgemein größere Stabilität (Vorteil bei Schneelasten)
- ein günstiges Verhältnis von Material zu Volumen, was sich auf die Baukosten auswirkt,
- die Halbkugelform ermöglicht eine konstante Sonnenbestrahlung während des ganzen Tages und über den Tag verteilt und bei jahreszeitlich bedingtem niedrigen Sonnenstand die geringste Sonnenlichtreflexion (und somit bessere energetische Nutzung in kühleren Jahreszeiten)
- es sind keine tragenden Stützen im Gewächshaus notwendig.

Im weitesten Sinn werden auch Gewächshäuser mit kreisförmiger Bodenfläche, aber zeltartiger Bauform oder gläserne Rotunden mit Kuppel zu den Kuppelgewächshäusern gezählt.
Wegen der oben angeführten Vorteile werden Kuppelgewächshaus-Konstruktionen (vor allem im englischen Sprachraum als greenhouse domes oder geodesic dome greenhouse) beim Selbstbau von Gewächshäusern eingesetzt. Trotzdem werden im Gartenbau vor allem andere Bauformen verwendet, weil Folientunnel preisgünstig zu errichten sind, standardisierte hallenförmige Bauten schneller aufgebaut werden können und Bauten mit rechteckigem Grundriss Vorteile bei der Platzausnutzung, Reihenkultur, Beschattung und Automatisation der Pflanzenaufzucht bieten.

## Größere Kuppelgewächshäuser

### Climatron
Das Climatron ist ein 1960 fertiggestelltes Kuppelgewächshaus im Botanischen Garten St. Louis in St. Louis, Missouri, Vereinigte Staaten.

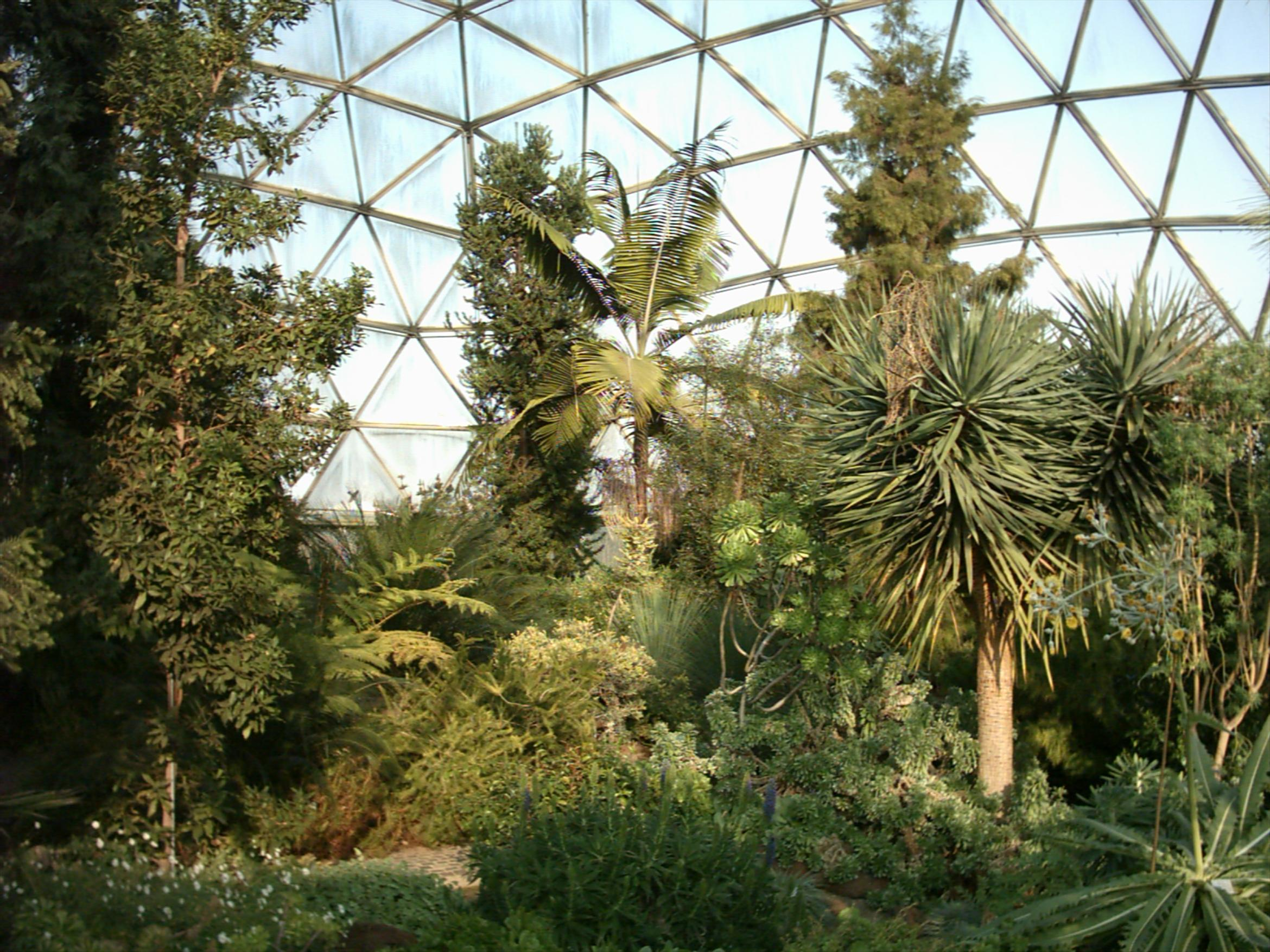
Innenansicht des Kuppelgewächshauses im Botanischen Garten der Heinrich-Heine-Universität Düsseldorf.

### Botanischer Garten Düsseldorf
Ein Kuppelgewächshaus befindet sich im Botanischen Garten der Heinrich-Heine-Universität Düsseldorf im Süden des Stadtteils Bilk. Es wurde 1974/75 nach Entwürfen der Architekten Georg Lippsmeier und Partner in Zusammenarbeit mit Karl Kraß erbaut.
Das Gewächshaus ist halbkugelförmig mit einem Durchmesser von 36 Metern. Der Baukörper besteht aus dreieckigen Acrylglasplatten. Diese werden an den Ecken von einem außen liegenden Rundstabfachwerk aus Metall getragen. Die Fensterelemente sind von Aluminiumprofilen gerahmt. Diese verlaufen genau unter der Tragekonstruktion. Im Innern befinden sich Metallstreben, die einige der Fenster automatisch öffnen können. Die einzelnen Acrylplatten sind nach außen gewölbt, dadurch entsteht der Anschein, dass die „Fachwerkkuppel eine durchsichtige, unter Druck stehende Blase zusammenhalten würde“.

### Biosphäre 2
Biosphäre 2 ist ein 1991 erbauter Gebäudekomplex in Arizona, USA, mit dem Ziel, ein von der Außenwelt unabhängiges, in der ursprünglichen Planung sich selbst erhaltendes Ökosystem zu schaffen.

### Eden Project
Das Eden Project ist ein rund 50 Hektar großer botanischer Garten bei Bodelva in Cornwall, England. 2011 wurde die Anlage von über einer Million Menschen besucht.